# (73766) 1994 PH9
(73766) 1994 PH9 – planetoida z pasa głównego asteroid okrążająca Słońce w ciągu 4,07 lat w średniej odległości 2,55 j.a. Odkryta 10 sierpnia 1994 roku.